# 渡辺省
渡辺 省（わたなべ の はぶく）は、平安時代末期の武将。

## 略歴
渡辺氏の祖・渡辺綱が摂津源氏の祖である源摂津守頼光に仕えて以来、摂津源氏の郎党として、あるいは内裏警護の滝口武者として、活躍した。
治承4年（1180年）、主君・源頼政が以仁王と共に挙兵した際に、子の授、一族の唱（となう）ら渡辺一門の者たちとそれに従った。宇治川で平知盛の軍勢と戦って、一族ともどもに戦死を遂げたという（宇治川の戦い）。
子は、授以外に学と右馬允・与（與）や広と頻がいたと伝わる。
授の子孫は、三河国に土着して、松平氏（徳川氏）に仕えた渡辺守綱（半蔵）が出たとされる。
与の子孫は、大江広元に仕えて、出羽国村山郡寒河江荘に赴任して、寒河江渡辺氏（出羽渡辺氏）の祖になったとされ、広元流の寒河江氏に仕えたという。
備後国の山田渡辺氏は授、あるいは与の系統とする二説がある。